# Pasjač
Pasjač (en serbe cyrillique : Пасјач) est un village de Serbie situé dans la municipalité de Pirot, district de Pirot. Au recensement de 2011, il comptait 13 habitants.

## Démographie
| 1948 | 1953 | 1961 | 1971 | 1981 | 1991 | 2002 | 2011 |
| ---- | ---- | ---- | ---- | ---- | ---- | ---- | ---- |
| 497  | 526  | 391  | 317  | 126  | 67   | 32   | 13   |

|  |